# Хэнсбро, Тайлер
Эндрю Тайлер Хэнсбро (англ. Andrew Tyler Hansbrough; родился 3 ноября 1985 года в Поплар-Блафф, штат Миссури) — американский бывший профессиональный баскетболист. Играл на позиции тяжёлого форварда. Четыре сезона выступал за баскетбольную команду университета Северной Каролины, в составе которой стал обладателем множества студенческих наград и чемпионом NCAA. Был выбран в первом раунде под общим 13-м номером на драфте НБА 2009 года командой «Индиана Пэйсерс».

## Биография
Тайлер Хэнсбро учился в старшей школе Поплар-Блафф и дважды в 2004 и 2005 годах приводил местную баскетбольную команду к победам на чемпионате штата Миссури. Дважды Хэнсбро входил в символическую сборную штата, принимал участие в матче всех звёзд школьной лиги, в выпускном классе он в среднем за игру набирал 28,2 очков и делал 13,4 подборов. Телесетью ESPN транслировалась игра с участием Хэнсбро, в той игре его команда нанесла поражение команде старшей школы Лоуренс-Норт из Индианы, в составе которой играли будущие игроки НБА Грег Оден и Майк Конли-младший. После окончания школы в 2005 году Хэнсбро выбрал Университет Северной Каролины, отклонив предложения спортивной стипендии университетов Дьюка, Флориды, Миссури, Канзаса и Кентукки.
Хэнсбро провёл в студенческом баскетболе четыре сезона, в каждом из которых его включали в символическую сборную студенческого чемпионата. В 2006 году Хэнсбро был признан лучшим новичком студенческого чемпионата, в 2008 году получил все основные индивидуальные награды NCAA: призы имени Джона Вудена, Оскара Робертсона, Джеймса Нейсмита, Адольфа Раппа и был признан лучшим баскетболистом сезона по версии AP и ассоциации баскетбольных тренеров. На последнем курсе университета Хэнсбро помог команде Северной Каролины выиграть чемпионат NCAA. Хэнсбро установил множество рекордов Атлантической конференции и университета, в том числе побил командные рекорды по набранным очкам и подборам. После его выпуска майка с 50-м номером, под которым он играл, была выведена из обращения в Северной Каролине.
В 2009 году Тайлер вместе с партнёрами по университетской команде, Таем Лоусоном и Уэйном Эллингтоном, выставил свою кандидатуру на драфт НБА. Под 13-м номером он был выбран командой «Индиана Пэйсерс». Дебютный в профессиональном баскетболе сезон Хэнсбро начал в качестве резервиста. 11 декабря 2009 года в матче против «Нью-Джерси Нетс» он установил личный рекорд результативности в НБА, набрав 21 очко. В середине января 2010 года у Тайлера была обнаружена инфекция внутреннего уха, из-за которой он выбыл до конца сезона 2009/2010.

## Статистика

### Статистика в НБА
| Сезон                                                                                    | Команда | Регулярный сезон | Регулярный сезон | Регулярный сезон | Регулярный сезон | Регулярный сезон | Регулярный сезон | Регулярный сезон | Регулярный сезон | Регулярный сезон | Регулярный сезон | Регулярный сезон | Серия плей-офф | Серия плей-офф | Серия плей-офф | Серия плей-офф | Серия плей-офф | Серия плей-офф | Серия плей-офф | Серия плей-офф | Серия плей-офф | Серия плей-офф | Серия плей-офф |
| Сезон                                                                                    | Команда | GP               | GS               | MPG              | FG%              | 3P%              | FT%              | RPG              | APG              | SPG              | BPG              | PPG              | GP             | GS             | MPG            | FG%            | 3P%            | FT%            | RPG            | APG            | SPG            | BPG            | PPG            |
| ---------------------------------------------------------------------------------------- | ------- | ---------------- | ---------------- | ---------------- | ---------------- | ---------------- | ---------------- | ---------------- | ---------------- | ---------------- | ---------------- | ---------------- | -------------- | -------------- | -------------- | -------------- | -------------- | -------------- | -------------- | -------------- | -------------- | -------------- | -------------- |
| 2009/10                                                                                  | Индиана | 29               | 1                | 17,6             | 36,0             | 0,0              | 74,3             | 4,8              | 1,0              | 0,6              | 0,3              | 8,5              | Не участвовал  | Не участвовал  | Не участвовал  | Не участвовал  | Не участвовал  | Не участвовал  | Не участвовал  | Не участвовал  | Не участвовал  | Не участвовал  | Не участвовал  |
| 2010/11                                                                                  | Индиана | 70               | 29               | 21,9             | 46,5             | 0,0              | 77,9             | 5,2              | 0,6              | 0,5              | 0,2              | 11,0             | 5              | 5              | 32,8           | 33,3           | -              | 88,9           | 5,4            | 1,0            | 1,2            | 0,0            | 11,2           |
| 2011/12                                                                                  | Индиана | 66               | 0                | 21,8             | 40,5             | 0,0              | 81,3             | 4,4              | 0,5              | 0,8              | 0,1              | 9,3              | 11             | 0              | 14,9           | 34,0           | -              | 66,7           | 3,2            | 0,5            | 0,5            | 0,3            | 4,4            |
| 2012/13                                                                                  | Индиана | 81               | 8                | 16,9             | 43,2             | 0,0              | 72,0             | 4,6              | 0,4              | 0,4              | 0,2              | 7,0              | 19             | 0              | 12,7           | 41,9           | -              | 59,1           | 3,2            | 0,3            | 0,3            | 0,0            | 4,1            |
| 2013/14                                                                                  | Торонто | 64               | 4                | 15,3             | 47,4             | 0,0              | 68,1             | 4,5              | 0,3              | 0,4              | 0,3              | 4,9              | 3              | 0              | 9,7            | 33,3           | -              | 83,3           | 2,0            | 0,3            | 0,0            | 0,0            | 2,3            |
| 2014/15                                                                                  | Торонто | 74               | 8                | 14,3             | 52,1             | 14,3             | 69,8             | 3,6              | 0,3              | 0,4              | 0,2              | 3,6              | 4              | 2              | 11,9           | 20,0           | -              | 75,0           | 1,5            | 0,8            | 0,5            | 0,3            | 1,3            |
| 2015/16                                                                                  | Шарлотт | 44               | 0                | 7,8              | 45,1             | 66,7             | 58,5             | 2,0              | 0,2              | 0,3              | 0,2              | 2,4              | 2              | 0              | 2,9            | -              | -              | -              | 0,0            | 0,0            | 0,0            | 0,0            | 0,0            |
|                                                                                          | Всего   | 428              | 50               | 16,9             | 43,9             | 13,6             | 73,8             | 4,2              | 0,4              | 0,5              | 0,2              | 6,7              | 44             | 7              | 14,8           | 36,1           | -              | 68,8           | 3,1            | 0,5            | 0,4            | 0,1            | 4,4            |
| Наведите курсор мыши на аббревиатуры в заголовке таблицы, чтобы прочесть их расшифровку. |         |                  |                  |                  |                  |                  |                  |                  |                  |                  |                  |                  |                |                |                |                |                |                |                |                |                |                |                |

### Статистика в NCAA
| Сезон | Команда           | Conf  | Class | GP  | GS  | MPG  | FG%  | 3P%  | FT%  | RPG  | APG | SPG | BPG | PPG  |
| --- | ----------------- | ----- | ----- | --- | --- | ---- | ---- | ---- | ---- | ---- | --- | --- | --- | ---- |
| 2005/06 | Северная Каролина | ACC   | FR    | 31  | 30  | 30,4 | 57,0 | 50,0 | 73,9 | 7,8  | 1,3 | 1,2 | 0,7 | 18,9 |
| 2006/07 | Северная Каролина | ACC   | SO    | 38  | 38  | 29,9 | 52,5 | 25,0 | 76,8 | 7,9  | 1,2 | 1,1 | 0,4 | 18,4 |
| 2007/08 | Северная Каролина | ACC   | JR    | 39  | 39  | 33,0 | 54,0 | 0,0  | 80,6 | 10,2 | 0,9 | 1,5 | 0,4 | 22,6 |
| 2008/09 | Северная Каролина | ACC   | SR    | 34  | 34  | 30,3 | 51,4 | 39,1 | 84,1 | 8,1  | 1,0 | 1,2 | 0,4 | 20,7 |
| Всего | Всего             | Всего | Всего | 142 | 141 | 30,9 | 53,6 | 31,6 | 79,1 | 8,6  | 1,1 | 1,3 | 0,5 | 20,2 |
| Наведите курсор мыши на аббревиатуры в заголовке таблицы, чтобы прочесть их расшифровку Статистика приведена с сайта sports-reference.com |                   |       |       |     |     |      |      |      |      |      |     |     |     |      |